# Знак «За международное сотрудничество в области космонавтики»
Знак «За международное сотрудничество в области космонавтики» — ведомственная награда Федерального космического агентства.
Награждение производится приказом Федерального космического агентства. Вручение Знака «За международное сотрудничество в области космонавтики» и удостоверения к нему производится в торжественной обстановке. Запись о награждении вносится в трудовые книжки работников, копия приказа о награждении подшивается в личное дело награждённого. В соответствии с Федеральным законом «О ветеранах» (статья 7, п.2) лица, награждённые ведомственным знаком и имеющие необходимый трудовой стаж работы в отрасли, приравниваются к званию Ветерана труда и имеют льготы.
В связи с реорганизацией Федерального космического агентства России в Государственную корпорацию «Роскосмос» в 2015 году, награждение данным знаком прекращено.

## Положение о Знаке «За международное сотрудничество в области космонавтики»
1. Знаком «За международное сотрудничество в области космонавтики» награждаются работники Роскосмоса и организаций ракетно-космической промышленности России, проработавшие в отрасли не менее 10 лет, за:
- активное участие и выдающийся личный вклад в реализацию международных космических программ и проектов;
- развитие международного сотрудничества в области освоения и использования космического пространства;
- заслуги и трудовые достижения в области охраны окружающей среды и экологии.

2. Знаком «За международное сотрудничество в области космонавтики» награждаются работники других организаций за весомый творческий вклад в реализацию международных космических программ и проектов, за достижения в области охраны природной среды и экологии.
3. Знаком «За международное сотрудничество в области космонавтики» награждаются иностранные граждане за большой личный вклад в реализацию международных космических программ и проектов, за достижения в области охраны природной среды и экологии.
Согласно Положению Знак носится на правой стороне груди и располагается ниже государственных наград Российской Федерации после знака «За содействие космической деятельности». Для ежедневного ношения используется лацканный вариант знака. Повторное награждение знаком не производится.

## Описание Знака «За международное сотрудничество в области космонавтики»
Знак «За международное сотрудничество в области космонавтики» изготавливается из оксидированного нейзильбера, имеет форму слегка выпуклой четырехлучевой звезды с рельефной поверхностью. Между лучами звезды — серебристый лавровый венок. В центре звезды — накладной, слегка выпуклый, круглый золотистый медальон с изображением Земного шара, опоясанного орбитой первого искусственного спутника Земли. Спутник выполнен в виде точки. Медальон покрыт белой, голубой и синей эмалями. Расстояние между концами лучей звезды — 38 мм. На оборотной стороне звезды в центре — номер знака.
Знак при помощи кольца и ушек крепится к серебристой прямоугольной колодке размером 24×31 мм. Колодка обтянута синей шелковой муаровой лентой шириной 20 мм. Но краям ленты — голубые полоски шириной 2 мм. На оборотной стороне колодки имеется приспособление для крепления к одежде — булавка.
Лацканный вариант знака изготавливается из оксидированного нейзильбера, имеет ту же форму и изображение, что и нагрудный знак «За международное сотрудничество в области космонавтики». Накладной медальон с изображением Земного шара — золотистого цвета. Расстояние между концами лучей звезды — 20 мм. Для крепления знака к одежде используется цанговое крепление.

## История
Знак «За международное сотрудничество в области космонавтики» был учрежден Приказом Росавиакосмоса от 31 января 2002 года № 12, вместе с пятью другими наградами он стал первой ведомственной наградой Росавиакосмоса. После преобразования в 2004 году Росавиакосмоса в Федеральное космическое агентство, 21 января 2008 года был издан новый Приказ Федерального космического агентства № 7 «О ведомственных наградах Федерального космического агентства» с Положением о знаке.
Авторы знака — Андрей Станиславович Забалуев и Василий Алексеевич Омелько. Знаки выпускались на Санкт-Петербургском монетном дворе тиражом 600 шт. Тираж подготавливался к 12 апреля 2002 года.
8 февраля 2017 года был издан Приказ Государственной корпорации по космической деятельности «Роскосмос» № 23 «О ведомственном знаке отличия Государственной корпорации по космической деятельности „Роскосмос“», дающим право на присвоение звания «Ветеран труда». Данный приказ признаёт утратившим силу приказ Федерального космического агентства от 21 января 2008 года № 7 «О ведомственных наградах Федерального космического агентства».